# Karangsono (Sukorejo)
Karangsono is een bestuurslaag in het regentschap Pasuruan van de provincie Oost-Java, Indonesië. Karangsono telt 3879 inwoners (volkstelling 2010).